# Lijst van trainers van Excelsior Rotterdam (vrouwen)
Deze lijst omvat de voetbalcoaches die de vrouwen van de Nederlandse club Excelsior Rotterdam hebben getraind van 2017 tot op heden.
| Seizoen | Trainer(s)      | Prijzen | Bijzonderheden           |
| ------- | --------------- | ------- | ------------------------ |
| 2025/26 | Mathijs Kreugel | 0       |                          |
| 2024/25 | Mathijs Kreugel |         | 0                        |
| 2023/24 | Richard Mank    |         | 0                        |
| 2022/23 | Richard Mank    |         | 0                        |
| 2021/22 | Richard Mank    |         | 0                        |
| 2020/21 | Richard Mank    |         | 0                        |
| 2019/20 | Richard Mank    |         | 0                        |
| 2018/19 | Richard Mank    |         | 0                        |
| 2017/18 | Sander Luiten   | 0       | Eerste hoofdtrainer ooit |